# Liefkenshoektunnel
Der Liefkenshoektunnel ist ein mautpflichtiger Tunnel im Norden Antwerpens und führt unter der Schelde durch. Der Tunnel ist Teil der Stadtautobahn R2. Im Jahr 2009 machten 4.197.236 PKW und 2.176.658 LKW Gebrauch vom Tunnel.
Der Tunnel hat eine Länge von 1374 Meter. 1987 wurde mit dem Bau begonnen und 1991 für den Verkehr freigegeben. Er besitzt pro Fahrtrichtung 2 Fahrspuren von je 3,75 Metern Breite. ADR-Verkehr ist ausdrücklich zugelassen. Die maximale Durchfahrtshöhe beträgt 5,1 Meter, die Breite für Spezialtransporte darf 7,5 Meter nicht überschreiten.

## Kosten der Tunnelnutzung
Seit dem Jahr 2014 beträgt die Maut (inklusive Mehrwertsteuer):
- für Fahrzeuge mit einer Höhe unter 2,75 m: 6,00 Euro

bzw. bei Zahlung mit Kreditkarte: 4,95 Euro
- für Fahrzeuge mit einer Höhe von 2,75 m oder darüber hinaus: 19,00 Euro

bzw. bei Zahlung mit Kreditkarte: 17,60 Euro
Mit einer eigenen Liefkenshoektunnel-Benutzerkarte (Teletol) ermäßigen sich die Kosten für regelmäßige Nutzer auf 3,56 Euro bzw. 14,16 Euro.

## Geschichte
Der Tunnel verdankt seinen Namen der nahegelegenen Festung Liefkenshoek. Der Tunnel wurde ab dem Jahr 1987 durch die Firma NV Tunnel Liefkenshoek gebaut, ein Verbund der Baufirmen De Meyer, Betonac und Van Laere. Die Eröffnung war am 10. Juli 1991. Dem Gemeinschaftsunternehmen wurde durch eine Vereinbarung, die am 3. Oktober 1985 geschlossen wurde, das Eigentumsrecht sowie die Mauteinnahmen bis zum Stichtag 9. Juli 2009 zugesprochen.
Ursprünglich wurde davon ausgegangen, dass die Mauteinnahmen 16,2 Milliarden Belgische Franken betragen würden. Daraufhin sollte der Tunnel nach einer Nutzungszeit von 22 Jahren dem belgischen Staat kostenlos übergeben werden. Die Anzahl der Tunnelnutzer blieb jedoch unter den Erwartungen.
Die Firma NV Liefkenshoektunnel beschuldigte die flämische Verwaltung, für die geringere Nutzung verantwortlich zu sein. Sie habe die versprochenen Zufahrtsstraßen nicht angelegt. Die erste Gerichtsinstanz teilte den Standpunkt der Firma NV Liefkenshoektunnel. Am 30. Juni 1994 erging der Erlass, dass die flämische Verwaltung innerhalb von 5 Tagen eine Entschädigungssumme von 2,2 Milliarden Belgische Franken zu zahlen habe; dies wurde verknüpft mit einem Strafzins in Höhe von 5 Millionen Belgischer Franken pro Verzugstag. Der Richter verurteilte die Verwaltung außerdem zu einer Einkommensentschädigung in Höhe von 1 Milliarde Belgischer Franken auf Jahresbasis.
Am 16. Mai 1995 kam es zu einem Vergleich. Alle Geschäftsanteile an dem verlustbringenden Liefkenshoektunnel wurden für einen Betrag von 320 Millionen Belgischer Franken durch die flämische Verwaltung aufgekauft. Außerdem übernahm die Verwaltung die 2,2 Milliarden Entschädigungssumme, die ihr in erster Instanz auferlegt worden war.
Der Tunnel besteht aus 8 vorgefertigten Elementen von je 142 Metern Länge. Sie wurden mit Schleppbooten über die Schelde zu ihrem Bauort geschleppt.

## Mautfreiheit bei Verkehrsproblemen
Im Jahr 2000 wurde mit der NV Liefkenshoek eine Übereinkunft geschlossen, dass der Tunnel bei Verkehrsproblemen auf dem Antwerpener Straßennetz vorübergehend mautfrei wird. Während der Arbeiten am Kennedytunnel in 2004 und 2005 wurde der Liefkenshoektunnel für mehrere Tage für mautfrei erklärt. Auch wenn ein schwerer Verkehrsunfall auf dem Antwerpener Autobahnring geschieht, kann der Liefkenshoektunnel für mautfrei erklärt werden. Diese Beschlussfassung steht dem Flämischen Verkehrszentrum zu.